# 청주 한씨 병사공파 고문서
청주한씨 병사공파 고문서(靑州韓氏 兵使公派 古文書)는 경상남도 진주시, 경상국립대학교에서 소장하고 있는 청주한씨 병사공파 고문서이다. 
2013년 1월 3일 경상남도의 유형문화재 제531호 경상국립대학교 소장 청주한씨 병사공파 고문서로 지정되었다가, 2018년 12월 20일 현재의 명칭으로 변경되었다.

## 개요
이 고문서는 17~19세기의 것으로 교지류 58건, 호구관련 문서 79건, 분재기 12건, 기타 6건 총 155건이며, 이들 자료는 주로 조정에서 주요 관직을 지냈던 한범석(韓範錫,1672-1743)과 관련된 것이다. 특정 인물의 교지류가 많이 남아 있는 경우나 경관추고함답(京官推考緘答) 등의 자료가 남아 있는 사례는 전국적으로도 매우 드물다.
경상남도 서부지역 역사와 문화 및 청주한씨 가문의 변화를 연구하는 데 중요한 의미를 지니는 자료이다.

## 참고 자료
- 청주 한씨 병사공파 고문서 - 국가유산청 국가유산포털